# Случка
Слу́чка (спа́ривание, совокупле́ние, покры́тие, вя́зка) — спаривание животных для разведения.
Случка — один из способов осеменения самки самцом (в терминах сельского хозяйства — матки производителем). В отличие от искусственного осеменения, случка является способом естественного осеменения. В основе лежат половые рефлексы, при неправильном проведении возможно половое истощение самцов. В животноводстве случка является устаревшим способом и постепенно вытесняется искусственным осеменением как более прогрессивным и имеющим ряд существенных преимуществ. Что в первом, что во втором случае используются самцы-пробники.

## Возраст первой случки
Чтобы обеспечить высокую плодовитость животного, рождение здорового приплода, отсутствие ущерба от беременности для материнского организма, нормальное его функционирование в период беременности, родов и лактации важно соблюдать возраст первой случки. Поскольку половая зрелость животного наступает обычно раньше, чем заканчиваются его основной рост, структурное и физиологическое развитие, половозрелым самкам во время 2—3 первых половых циклов не дают спариваться с самцами (равно как и не производят искусственного осеменения). Принято считать, что животное достигло репродуктивного периода, когда масса его тела составляет не менее 70 % предполагаемой массы тела зрелого организма, а размер тела примерно соответствует таковому у взрослых животных.
Тёлок и быков у домашних быков допускают к случке (в терминах сельского хозяйства — пускают в случку) в 15—18 месяцев, кобыл и жеребцов у домашних лошадей — в три года, баранов и ярок — в 12—18 месяцев.
У домашних свиней молодых свиноматок допускают к случке не ранее 8—9-месячного возраста, когда они весят 130—150 кг, хряков — не моложе годовалого возраста, когда они весят 180—200 кг. У белых пуховых кроликов первую случку у самок рекомендуется проводить не ранее, чем в восьмимесячном возрасте.

## Вольная случка и ручная случка
Различают «вольную случку», которая происходит в стаде (табуне, отаре) при совместном содержании самцов и самок, и «ручную случку», при которой самец спаривается с подобранными для него самками.
Ручная случка имеет ряд преимуществ по сравнению с вольной случкой: она позволяет вести полноценный учёт и планомерную селективную работу, регулировать сроки получения потомства, исключает повторные садки производителя на ту же самку. Если в стаде (табуне) имеется несколько производителей, при вольной случке становится невозможным достоверно установить происхождение приплода. Кроме того, при наличии самки с болезнью, передаваемой половым путём (например, со случной болезнью, вызываемой одним из видов трипаносом), допущение вольной случки может привести к заражению производителя и дальнейшему заражению других самок.
Специальное помещение, в котором проводится ручная случка, называется «случным пунктом».
Используют также другие виды случки, в которых контроль за спариванием животных является частичным.
- Варковая случка (в коневодстве и у КРС) — вид случки, при котором к отобранным кобылам, содержащимся в отдельном помещении, два раза в день запускают жеребца-производителя, после чего он сам находит кобылу, готовую к случке[10].
- Косячная случка (в коневодстве) — вид случки, при котором жеребец-производитель содержится в течение пастбищного сезона в косяке из 20—25 кобыл[11].
- Классная случка (в овцеводстве) — вид случки, при котором в отару маток определённого класса пускают баранов для вольного покрытия; обычно баранов-производителей делят на две группы и пускают к маткам поочерёдно. Этот вид случки применяется в неплеменных хозяйствах[12].
- Гаремная случка (в овцеводстве) — вид случки, при котором для каждого барана-производителя подбирают группу из 30—40 маток. Этот вид случки применяется в небольших племенных хозяйствах[12].